# Rock (rivière)
Pour les articles homonymes, voir Rock (homonymie).
La Rock est un affluent de la rive gauche du Mississippi, d'une longueur d'environ 459 km, et qui baigne les États de l'Illinois et du Wisconsin. Lors de l'exploration française de la région, elle était nommée rivière de la Roche, non loin de la localité "Christal de Roche"[réf. souhaitée].

## Géographie
Elle prend sa source au sud-est du Wisconsin, dans le comté du Fond du Lac, à environ 16 km au sud de la ville de Ripon, et 40 km au sud-ouest du lac Winnebago. Elle coule en direction du sud, puis forme des méandres, avec un bassin versant situé entre la rivière Wisconsin et le lac Michigan. Elle traverse les villes de Watertown, Jefferson, Fort Atkinson, Janesville et Beloit, toutes situées dans le Wisconsin. Entre Fort Atkinson et Janesville, elle reçoit l'apport de la rivière Yahara, et une fois entré dans l'Illinois, c'est la rivière Pecatonica qui se jette dans la Rock. Dans l'Illinois, elle baigne les villes de Rockford, Oregon, Dixon et Rock Falls, à partir de laquelle il devient navigable jusqu'à son confluent avec le Mississippi, à Rock Island.

## Débit
Le débit de la Rock a été mesuré de façon continu depuis 1939 près de Joslin dans le comté de Rock Island (Illinois), à proximité de son embouchure. La rivière y draine une surface de 24 713 km2 et son débit moyen y est de 189 m3/s. On en déduit que la tranche d'eau écoulée annuellement dans son bassin est de 240 mm. Le débit de la rivière connait un maximum en avril et un minimum en septembre. Le débit record est de 1 350 m3/s mesuré le 7 juin 2002.